# Uri yeon-ae-ui iryeok
Uri yeon-ae-ui iryeok (우리 연애의 이력?; lett. "Storia del nostro amore"), noto anche con il titolo internazionale in lingua inglese With or Without You (lett. "Né con te, né senza di te"), è un film del 2016 scritto e diretto da Jo Seung-eun.

## Trama
Yeon-yi è un'attrice che non riesce a ottenere il successo sperato, mentre Sun-jae è un aiuto-regista con il sogno di dirigere una propria pellicola. I due si sposano, ma poco dopo – a causa di alcune incomprensioni – decidono di divorziare, pur rimanendo in contatto come amici e colleghi, e giungendo addirittura a scrivere insieme la sceneggiatura di un film. Nel corso della realizzazione dell'opera i due litigano profondamente, per poi comprendere gli errori che avevano fatto naufragare il loro precedente matrimonio e convincersi che in realtà i due sono da sempre stati "l'uno perfetto per l'altra".

## Distribuzione
In Corea del Sud la pellicola è stata distribuita a partire dal 29 giugno 2016.